# حسن نیرزاده
سيد حسن نیرزاده نوری (۱۳۰۹ - ۱۳۶۲) از آموزگاران سرشناس ایران بود.

## زندگی
وی در ۱۳۰۹ در محله‌ی پامنار تهران متولد شد. چند ماه بعد پدرش، دکتر غلامحسین نیرزاده نوری را از دست داد. در ۱۳۳۲ آموزگاری را آغاز کرد و پس از آشنایی با سید جعفر بهشتی شیرازی و علامه کرباسچیان، در مدارس نیکان و علوی مشغول تدریس شد.
وی که پس از مشاهده سختگیری‌های آموزگاران تصمیم گرفته بود معلم شود همواره با صدای گرم و نگاه مهربان در کلاس حاضر می‌شد و با استفاده از مهارت‌های بازیگری، تدریس می‌کرد. نیرزاده با خلق شخصیت‌های خلاقانه گوناگون برای جذابتر کردن کلاس خود، با لقب‌هایی مانند "کد خدا" و "عمو زنجیر باف" شناخته می‌شد.  او پس از مطالعه روش باغچه‌بان، روشی نوین برای تدریس الفبا پدید آورد.
در سال‌های اول پیروزی انقلاب ۵۷، کلاس درس وی با نام «طرحی نو دراندازیم» در برنامه کودک شبکه یک سیما پخش می‌شد و طرفداران بسیاری داشت. این برنامه‌ مخاطبان باسواد و بزرگسال را هم شیفته خود کرده بود.